# Tōryanse

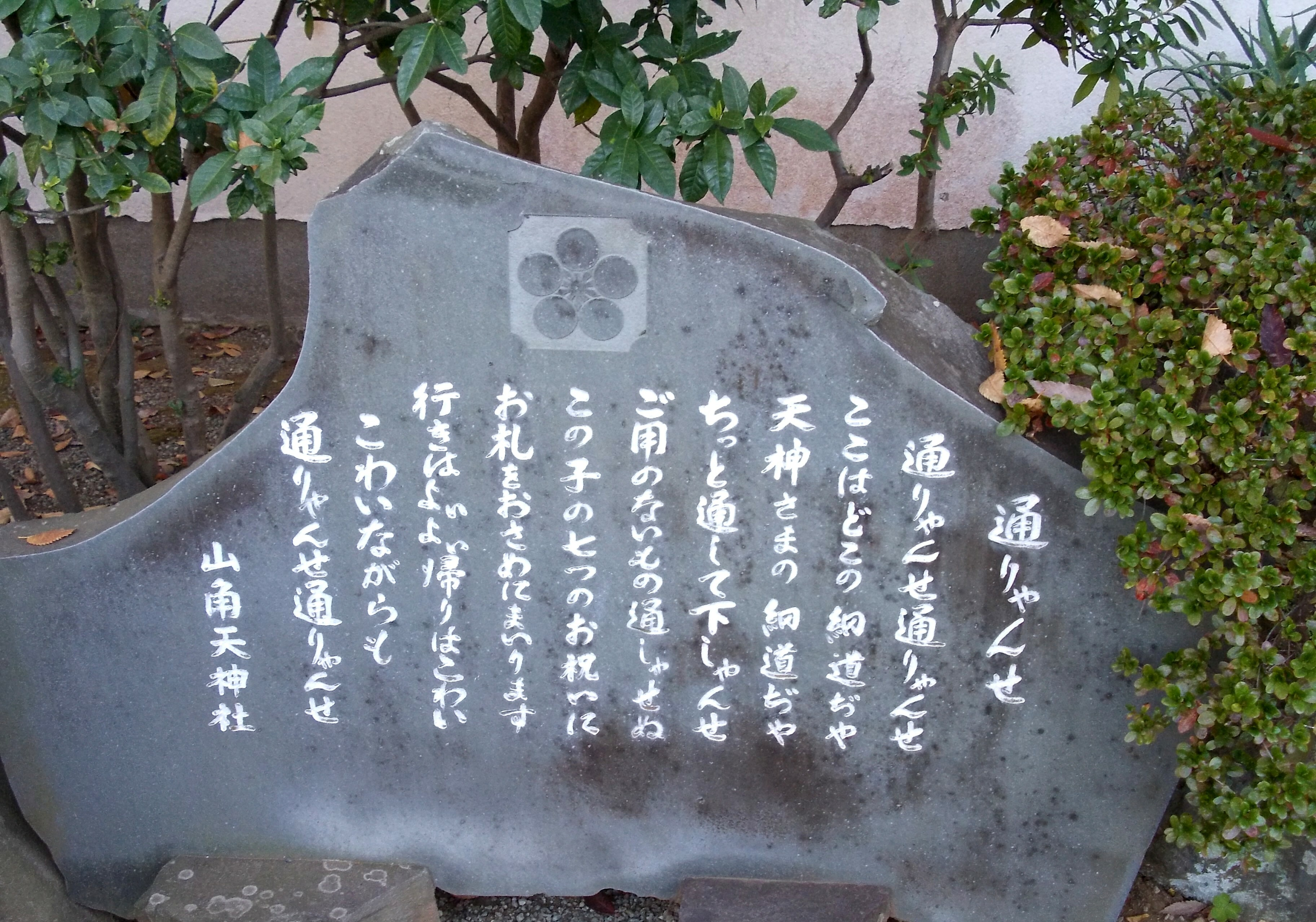
Tōryanse

Tōryanse (通りゃんせ?) es el nombre de una canción tradicional japonesa para niños (Warabe uta). Contenido: Esto es el camino del “Tenjin, el Rey del Bienestar Celestial”, deben pasar este camino estrecho con la buena razón de ustedes, pero para volver a la puerta, pueden pasar? Otras palabras, “Entrad por la puerta estrecha”. Es la elección más común en los semáforos de Japón y suena mientras es seguro para los peatones cruzar la calle.
La letra de la canción es:
 Tōryanse, tōryanse
 Koko wa doko no hosomichi ja
 Tenjin-sama no hosomichi ja
 Chotto tōshite kudashanse
 Goyō no nai mono tōshasenu
 Kono ko no nanatsu no oiwai ni
 O-fuda wo osame ni mairimasu
 Iki wa yoi yoi, kaeri wa kowai
 Kowai nagara mo
 Tōryanse, tōryanse
Traducción:
Puedan pasar, puedan pasar
¿Qué estrecho sendero es este de aquí?
Es el estrecho sendero a la capilla Tenjin
Por favor, permítame atravesarlo.
Sin la buena razón no pueden pasar
Celebro el 7º cumpleaños de esta hija
He venido a presentar mi ofrenda.
La ida está bien, está bien, pero la vuelta puede dar miedo
Miedo pero
Puedan pasar, puedan pasar
Hay bastantes teorías sobre el origen de la canción, pero todas coinciden en que es una referencia a un diálogo entre un civil y un guardia que controla un paso - (del castillo de Kawagoe, según una de las teorías). En los tiempos antiguos, cuando la mortalidad infantil era alta, la gente celebraba que los niños llegaran a cumplir 7 años (también cuando cumplían 3 y 5 - ver Shichi-Go-San). A la gente de a pie sólo se le permitía visitar la capilla dentro de los dominios del castillo en las ocasiones especiales.
Esta warabe-uta es forma parte de un juego tradicional idéntico a "El puente de Londres va a caer". Dos niños se miran de cara y unen sus manos formando un arco o "paso", el resto de niños caminan por debajo del arco en fila (una y otra vez en círculos). El niño que queda bajo el arco cuando la canción termina es 'capturado'.
La canción suena en los pasos de peatones japoneses, esto es una analogía a este juego, esto es, es seguro cruzar mientras la música suena.

## Cultura popular
Tōryanse se puede escuchar en:
- The Animatrix - en el cortometraje "Beyond".
- Serial Experiments Lain
- Lost in Translation
- Pompoko
- Nocturnal Illusion - mencionada por el protagonista.
- Pride - episodios 5 y 8.
- Boogiepop Phantom - generando un efecto escalofriante.
- Chaos;Head-episodio 4
- Serial Experiments Lain
- Paranoia Agent
- Sayonara
- Sangatsu no Lion - episodio 21, suena la melodía por la megafonía de la estación de Tendō (Yamagata) y Shimada-san la canta al final.
- Touhou Project - tanto en el tema de Touhou 8, "Cinderella Cage", como en el tema "Her Millenium Candy", del fangame "Sapphire Panlogism".